# 松村光三

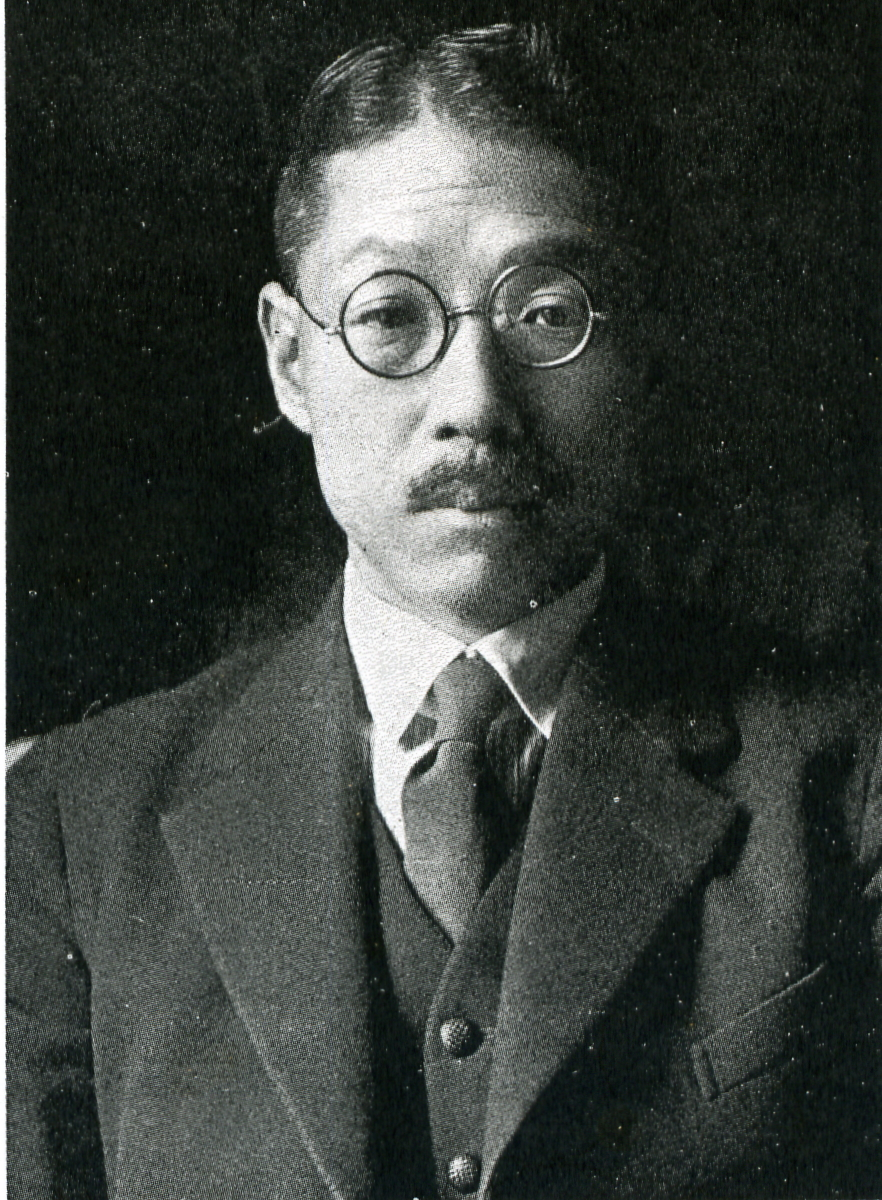
松村光三

松村 光三（まつむら こうぞう、1882年（明治15年）12月24日 – 1962年（昭和37年）6月3日）は、日本の衆議院議員（立憲政友会→自由党）、商工参与官、大蔵政務次官、軍需政務次官。

## 経歴
栃木県下都賀郡栃木町（現在の栃木市）出身。1909年（明治42年）、東京高等商業学校専攻部（現在の一橋大学）を卒業。その後、ベルリン大学、ベルリン高等商業学校に留学した。古河合名会社参与、大日本人造肥料株式会社監査役、旭電化工業株式会社監査役、八戸水力電気株式会社監査役、日光登山鉄道株式会社取締役、協調会社会政策学院講師を務めた。
1928年（昭和3年）、日本初の普通選挙となった第16回衆議院議員総選挙に出馬して当選。
同年6月8日、田中義一首相とともに宇都宮市で開かれる政友会支部大会へ向かう途上、田中が上野駅で暴漢の襲撃を受ける。暴漢は警官に取り押さえられたことから田中は無傷であったが、一緒に居た松村は大腿部に軽傷を負った。
その後は、第21回衆議院議員総選挙まで連続当選を果たす。この間、斎藤内閣で商工参与官に、平沼内閣で大蔵政務次官に、小磯内閣で軍需政務次官に就任した。1946年（昭和21年）、公職追放となる。
その他、明治大学講師、河端製作所株式会社社長を務めた。
追放解除後の1952年（昭和27年）、第25回衆議院議員総選挙で返り咲きを果たした。

## 著書
- 『賃銀論』宝文館、1912年。